# Le 100 canzoni più belle del Festival
Le 100 canzoni più belle del Festival è una compilation pubblicata il 28 febbraio 2012 per la Sony Music. Si tratta di una raccolta di 100 canzoni presentate al Festival di Sanremo contenute in 5 CD.

## Tracce

### CD 1
1. Rino Gaetano - Ma Il Cielo È Sempre Più Blu (Rino Salvatore Gaetano) - 8:21
2. Giorgia - Come saprei (Giorgia, Eros Ramazzotti, Adelio Cogliati, Vladimiro Tosetto) - 4:12
3. Marco Mengoni - Credimi ancora (Marco Mengoni, Stella Fabiani, Massimo e Piero Calabrese) - 3:25
4. Noemi - Per tutta la vita (Marco Ciappelli, Diego Calvetti) - 3:11
5. Alex Britti - 7000 caffè (Alex Britti) - 3:35
6. Giusy Ferreri - Il mare immenso (Giusy Ferreri, Bungaro, Max Calò) - 3:44
7. Gianluca Grignani - Destinazione Paradiso (Gianluca Grignani) - 3:48
8. Sonohra - L'amore - 3:46
9. Nathalie - Vivo sospesa (Nathalie) - 3:33
10. Biagio Antonacci - Non so più a chi credere (Biagio Antonacci) - 4:18
11. Simone Cristicchi - Ti regalerò una rosa (Simone Cristicchi) - 3:48
12. Fiorella Mannoia - Quello che le donne non dicono (Enrico Ruggeri, Luigi Schiavone) - 3:58
13. Eros Ramazzotti - Terra promessa (Eros Ramazzotti, Alberto Salerno, Renato Brioschi) - 3:43
14. Le Vibrazioni - Ovunque andrò (Francesco Sarcina) - 3:41
15. Daniele Silvestri - La paranza (Daniele Silvestri) - 4:04
16. Michele Zarrillo - L'elefante e la farfalla (Michele Zarrillo, Vincenzo Incenzo) - 4:05
17. Tazenda - Spunta la luna dal monte (Pierangelo Bertoli) - 3:55
18. Samuele Bersani - Replay (Samuele Bersani, Beppe d'Onghia) - 4:21
19. Gigi D'Alessio - Non dirgli mai (Gigi D'Alessio, Vincenzo D'Agostino, Adriano Pennino) - 4:13
20. Vasco Rossi - Vita spericolata (Vasco Rossi, Tullio Ferro) - 4:44

### CD 2
1. Eros Ramazzotti - Adesso tu (Eros Ramazzotti, Adelio Cogliati, Piero Cassano) - 4:00
2. Giorgia - E poi (Giorgia, Massimo Calabrese, Marco Rinalduzzi) - 4:26
3. Daniele Silvestri - Salirò (Daniele Silvestri) - 3:56
4. Alex Baroni - Sei tu o lei (Quello che voglio) (Alex Baroni, Marco Rinalduzzi, Massimo e Piero Calabrese) - 4:16
5. Amedeo Minghi e Mietta - Vattene amore (Amedeo Minghi, Pasquale Panella) - 3:57
6. Fiorella Mannoia - Come si cambia (Maurizio Piccoli, Renato Pareti) - 3:48
7. Anna Oxa e Fausto Leali - Ti lascerò (Fausto Leali, Sergio Bardotti, Fabrizio Berlincioni, Franco Fasano, Franco Ciani) - 4:01
8. Ivan Graziani - Maledette Malelingue (Ivan Graziani) - 3:27
9. Alice - Per Elisa (Alice, Franco Battiato, Giusto Pio) - 3:38
10. Eduardo De Crescenzo - Ancora (Franco Migliacci, Claudio Mattone) - 3:20
11. Anna Oxa - Quando nasce un amore (Adelio Cogliati, Franco Ciani, Piero Cassano) - 3:57
12. Gianni Morandi, Umberto Tozzi ed Enrico Ruggeri - Si può dare di più (Giancarlo Bigazzi, Raf, Umberto Tozzi) - 4:24
13. Marcella Bella - Senza un briciolo di testa - 4:04
14. Fausto Leali - Mi manchi (Fabrizio Berlincioni, Franco Fasano) - 3:28
15. Loredana Bertè - Re (Mango e Armando Mango) - 3:53
16. Paola & Chiara - Amici come prima (Paola e Chiara Iezzi) - 4:05
17. Mia Martini - E non finisce mica il cielo (Ivano Fossati) - 4:01
18. Renzo Arbore - Il clarinetto (Renzo Arbore, Claudio Mattone) - 3:46
19. Annalisa Minetti - Senza te o con te (Paola Palma, Massimo Luca) - 4:15
20. Marco Masini - Disperato (Marco Masini, Giancarlo Bigazzi, Giuseppe Dati) - 4:16

### CD 3
1. Massimo Ranieri - Perdere l'amore (Giampiero Artegiani, Marcello Marrocchi) - 4:10
2. Matia Bazar - Vacanze romane (Aldo Stellita, Carlo Marrale) - 4:13
3. Toto Cutugno - L'italiano (Toto Cutugno, Cristiano Minellono) - 3:57
4. Ivana Spagna - Gente come noi (Ivana e Giorgio Spagna, Angelo Valsiglio, Marco Marati, Fio Zanotti) - 4:08
5. Stadio - Canzoni alla radio (Luca Carboni, Gaetano Curreri) - 4:22
6. Rino Gaetano - Gianna (Rino Gaetano) - 3:48
7. Fiordaliso - Non voglio mica la luna (Luigi Albertelli, Zucchero, Enzo Malepasso) - 4:01
8. Mario Castelnuovo - Nina (Mario Castelnuovo) - 3:47
9. Delirium - Jesahel (Ivano Fossati, Oscar Prudente) - 4:09
10. Marcella Bella - Montagne verdi (Giancarlo Bigazzi, Gianni Bella) - 3:11
11. Nicola Di Bari - Il cuore è uno zingaro (Franco Migliacci, Claudio Mattone) - 3:11
12. Donatello - Ti voglio - 3:13
13. Anna Oxa - Un'emozione da poco (Ivano Fossati, Guido Guglielminetti) - 4:10
14. Ricchi e Poveri - Sarà perché ti amo (Pupo, Daniele Pace, Dario Farina) - 3:09
15. Al Bano e Romina Power - Felicità (Cristiano Minellono, Dario Farina, Gino De Stefani) - 3:09
16. Gilda Giuliani - Serena - 4:16
17. Drupi - Sambariò (Luigi Albertelli, Enrico Riccardi),  - 4:16
18. Patty Pravo - La spada nel cuore (Mogol, Carlo Donida) - 4:29
19. Gruppo Italiano - Anni ruggenti (Chicco Santillo, Luigi Folino, Patrizia Di Malta, Raffaella Riva) - 3:14
20. Pupo - Su di noi (Pupo, Donatella Milani, Paolo Barabani) - 3:19

### CD 4
1. Lucio Battisti - Un'avventura (Mogol, Lucio Battisti) - 3:10
2. Lucio Dalla - 4/3/1943 (Paola Pallottino, Lucio Dalla) - 3:43
3. José Feliciano - Che sarà (Franco Migliacci, Jimmy Fontana, Carlo Pes, Lilli Greco) - 3:31
4. Sergio Endrigo - Canzone per te - 3:33
5. Ornella Vanoni - La musica è finita - 3:07
6. Gianni Morandi - Vado a lavorare - 3:34
7. Little Tony - Cuore matto (Armando Ambrosino, Totò Savio) - 2:49
8. Bobby Solo - Zingara - 2:41
9. Nicola Di Bari - La prima cosa bella (Mogol, Nicola Di Bari) - 3:43
10. Nada - Ma che freddo fa (Franco Migliacci, Claudio Mattone) - 2:54
11. Dori Ghezzi e Wess - Tu nella mia vita - 3:25
12. Johnny Dorelli - L'immensità - 3:22
13. Marisa Sannia - Casa bianca - 3:31
14. Dik Dik - Io mi fermo qui 3:40
15. Mal - Tu sei bella come sei - 3:29
16. The Rokes - Bisogna saper perdere - 3:15
17. Nicola Di Bari - I giorni dell'arcobaleno - 3:02
18. Domenico Modugno - Dio, come ti amo (Domenico Modugno) - 2:07
19. Gabriella Ferri - Se tu ragazzo mio - 3:57
20. Orietta Berti - Io, tu e le rose - 3:01

### CD 5
1. Mina - Le mille bolle blu (Vito Pallavicini, Carlo Alberto Rossi) - 3:53
2. Bobby Solo - Una lacrima sul viso (Mogol, Bobby Solo) - 3:05
3. Gigliola Cinquetti - Non ho l'età (Per amarti) (Mario Panzeri, Nisa, Gene Colonnello) - 3:17
4. Little Tony - 24.000 baci (Piero Vivarelli, Lucio Fulci) - 2:46
5. Caterina Caselli - Nessuno mi può giudicare (Luciano Beretta, Miki Del Prete, Mario Panzeri, Daniele Pace) - 2:40
6. Wilma Goich - Le colline sono in fiore - 3:14
7. Ornella Vanoni - Abbracciami forte - 3:07
8. Dino - Gli occhi miei - 2:57
9. Luigi Tenco - Ciao amore ciao (Luigi Tenco) - 3:03
10. Paul Anka - Ogni volta - 2:25
11. Gino Paoli - Ieri ho incontrato mia madre - 2:59
12. Renato Rascel - Romantica - 5:21
13. Gianni Meccia - Patatina (Franco Migliacci, Gianni Meccia) - 2:53
14. Nilla Pizzi - Vola colomba
15. Aurelio Fierro - Lui andava a cavallo
16. Nilla Pizzi - Papaveri e papere - 2:49
17. Katyna Ranieri - Canzone da due soldi - 3:44
18. Nilla Pizzi - Grazie dei fiori
19. Flo Sandon's - Viale d'autunno - 3:43
20. Domenico Modugno - Nel blu dipinto di blu (Franco Migliacci, Domenico Modugno) - 1:59